# Palau 'Iolani
El Palau 'Iolani (en anglès 'Iolani Palace) es troba al districte del capitoli del centre de Honolulu, a l'estat nord-americà de Hawaii. És l'únic palau reial que s'ha utilitzat com a residència oficial per un monarca regnant als Estats Units i és considerat un Lloc Històric Nacional dins del Registre Nacional de Llocs Històrics. Dos reis ocuparen el tron del Palau 'Iolani: el rei Kalakaua i la reina Lili'uokalani.

## Palau Reial
L'estructura del Palau 'Iolani que existeix avui en dia es correspon, en realitat, al segon Palau 'Iolani que ocupa els terrenys del palau. El palau original, aixecat durant el regnat de Kamehameha IV, era un edifici d'un pis fet de blocs de corall. L'edifici fou batejat com a "'Iolani Palace", com un dels noms de pila de Kamehameha IV (el nom complet era Alexander Liholiho 'Iolani). Va fer de residència oficial dels reis durant els regnats de Kamehameha IV, Kamehameha V, Lunaliloi la primera part del regnat de Kalakaua. L'estructura original era un disseny molt senzill i era més una Casa Pairal que un palau.
En l'idioma Hawaià "'Iolani" significa Falcó Reial.
El rei Kamehameha V fou el primer monarca a idear un palau reial d'acord amb la sobirania d'un estat modern com Hawaii. Encarregà la construcció del Ali'iolani Hale com a residència oficial de la monarquia hawaiana. L'edifici es va construir a l'altre costat del carrer a partir de l'estructura del Palau 'Iolani original. En aquella època, Hawaii necessitava desesperadament un edifici governamental, donat que els immobles de l'època eren molt petits i estrets. En darrer terme, Ali'iolani es convertí en edifici administratiu en lloc d'un palau, com a seu de la magistratura del Regne de Hawaii i de diferents ministeris.
En el moment d'ascendir al tron David Kalakaua, el Palau 'Iolani original estava en molt males condicions, amb greus problemes de termites i aquest va ordenar que arrasessin el palau.
Kalakaua fou el primer monarca a viatjar per tot el món. Mentre visitava altres estats sobirans, prengué nota dels majestuosos palaus que tenien els monarques. Igual que Kamehameha V, somiava amb un palau reial digne d'un estat modern sobirà com Hawaii. Encarregà la construcció d'un nou Palau 'Iolani, tot just a l'altre costat de Ali'iolani Hale que fos la residència oficial de la monarquia hawaiana. La construcció de l'edifici finalitzà l'any 1882 i va fer de residència oficial de la família reial hawaiana fins al seu derrocament l'any 1893.

## Edifici del Capitoli
Coincidint amb el derrocament de la monarquia per part del Comitè de Seguretat, l'any 1893, el Palau 'Iolani es va reconvertir en l'edifici de l'estat de l'acabat de formar Govern Provisional de Hawaii. Després fou el capitoli de la República de Hawaii, del Territori de Hawaii i de l'Estat de Hawaii i allotjà les oficines dels respectius governadors i assemblees legislatives.

## Restauració
El llavors Governador de Hawaii, John A. Burns, va supervisar la construcció del Capitoli Estatal de Hawaii tot just darrere del Palau 'Iolani. Quan acabà la construcció, l'any 1969, el Governador Burns decidí buidar totes les oficines governamentals del Palau 'Iolani i començar un ambiciós projecte de restauració. Concebí tornar el Palau 'Iolani al poble de Hawaii en record de l'estimada família reial que hi havia viscut dècades enrere. Quan acabà la restauració, el Palau 'Iolani es va obrir al públic l'any 1978 per a visites guiades i esdeveniments especials.

## Curiositats
- La sèrie de ficció Hawaii Five-O (1968) tenia la comissaria de policia al Palau 'Iolani.
- El Palau 'Iolani posseeix una arquitectura insòlita en comparació amb les construccions de la resta del món. Aquest estil únic es coneix com a americà-florentí.